# 1964-es magyar férfi vízilabda-bajnokság (első osztály)
Az 1964-es magyar férfi vízilabda-bajnokság az ötvennyolcadik magyar vízilabda-bajnokság volt. A bajnokságban tíz csapat indult el, a csapatok két kört játszottak.

## Tabella
| #   | Csapat          | M  | Gy | D | V  | G+ | G-  | P  |
| --- | --------------- | -- | -- | - | -- | -- | --- | -- |
| 1.  | Szolnoki Dózsa  | 18 | 15 | 2 | 1  | 90 | 56  | 32 |
| 2.  | Ferencvárosi TC | 18 | 13 | 3 | 2  | 76 | 46  | 29 |
| 3.  | Egri Dózsa      | 18 | 11 | 2 | 5  | 69 | 61  | 24 |
| 4.  | BVSC            | 18 | 9  | 3 | 6  | 77 | 60  | 21 |
| 5.  | Bp. Honvéd      | 18 | 10 | 1 | 7  | 69 | 68  | 21 |
| 6.  | Csepel Autó     | 18 | 5  | 6 | 7  | 51 | 44  | 17 |
| 7.  | Újpesti Dózsa   | 18 | 5  | 6 | 7  | 60 | 52  | 16 |
| 8.  | Bp. Spartacus   | 18 | 3  | 4 | 11 | 60 | 75  | 11 |
| 9.  | OSC             | 18 | 1  | 6 | 11 | 55 | 78  | 8  |
| 10. | Vasas SC        | 18 | 0  | 1 | 17 | 53 | 120 | 1  |

* M: Mérkőzés Gy: Győzelem D: Döntetlen V: Vereség G+: Dobott gól G-: Kapott gól P: Pont

## Játékoskeretek
| Szolnoki Dózsa         | Ferencvárosi TC     | Egri Dózsa             | BVSC                    | Bp. Honvéd             |
| ---------------------- | ------------------- | ---------------------- | ----------------------- | ---------------------- |
| Boros Ottó (18)        | Ambrus Miklós (17)  | Rüll Csaba (3)         | Kunos Gyula (18)        | Kökény József (17)     |
| Pintér I. István (18)  | Gyarmati Dezső (15) | Ringelhann György (18) | Gyerő II. Csaba (18)    | Vedlik Lajos (18)      |
| Pintér II. István (18) | Felkai László (18)  | Pócsik Dénes (18)      | Molnár Róbert (12)      | Németh István (16)     |
| Kuczora Ferenc (18)    | Bolvári Antal (18)  | Frank Oszkár (18)      | Katona András (18)      | Pap Vilmos (18)        |
| Kanizsa Tivadar (18)   | Kiss Egon (18)      | Bólya László (18)      | Konrád II. János (18)   | Tóth Gyula (17)        |
| Urbán Lajos (18)       | Laukó Álmos (11)    | Elek Miklós (12)       | Konrád I. Sándor (18)   | Mátrahegyi László (15) |
| Koncz István (18)      | Kárpáti György (18) | Bóta Sándor (4)        | Konrád III. Ferenc (18) | Váci József (18)       |
| Szegedi Kázmér (2)     | Szívós István (9)   | Denk János (15)        | Tógyeriska József (6)   | Görgényi István (5)    |
| Kuczora Gyula (1)      | Rázga Tamás (3)     | Szőlgyéni Ferenc (5)   | Gyerő I. Zoltán (9)     | Martinovics György (1) |
| Katona Gábor (1)       | Pottyondi Gábor (1) |                        |                         | Szekeres Tamás (2)     |
|                        | Steinmetz János (1) |                        |                         | Boksay István (1)      |
|                        | Kásás Zoltán (1)    |                        |                         | Szilágyi Ferenc (8)    |
|                        | Kövecses Zoltán (1) |                        |                         | Hausherr Frigyes (4)   |
| edző: Czapkó Miklós    | Fábián Dezső        | Baranyai György        | Földes László           | Brandi Jenő            |

| Újpesti Dózsa        | Csepel Autó            | Bp. Spartacus           | Orvosegyetem SC       | Vasas SC            |
| -------------------- | ---------------------- | ----------------------- | --------------------- | ------------------- |
| Lukász Marcell (18)  | Hohl Ferenc (18)       | Kemény Ferenc (3)       | Szatmári Gábor (12)   | Lajkó Dezső (9)     |
| Mayer Mihály (18)    | Krajner Béla (18)      | Albrecht Tamás (16)     | Furmann Jenő (16)     | Kunsági György (17) |
| Hanák Piusz (18)     | Rusorán I. Tibor (18)  | Kádár György (17)       | Bodnár II. János (14) | Laukó Pál           |
| Kiss Attila (9)      | Gallov Rezső (16)      | Csillag Gábor (16)      | Zimányi Tamás (7)     | Kiss László (18)    |
| Dömötör Zoltán (18)  | Szalay János (18)      | Ottó Gábor (18)         | Bánhidi Attila (18)   | Szabó Lajos (9)     |
| Martin György (18)   | Rusorán II. Péter (18) | Markovits Kálmán (6)    | Halmos Péter (18)     | Vitáris István (15) |
| Sárosi László (16)   | Gera Sándor (9)        | Lehoczky Boldizsár (18) | Bodnár I. András (18) | Rácz Ferenc (18)    |
| Dicskó Gábor (5)     | Kiss István (10)       | Budai Béla (2)          | Petrik Gyula (11)     | Zeley Álmos (9)     |
| Kusztos András (10)  | Minárovics Sándor (6)  | Horváth Kálmán (2)      | Magó Gábor (10)       | Farkas Gyula (15)   |
| Mahner Imre (5)      | Reiner László (4)      | Békés Károly (7)        | Csikós Ferenc (17)    | Kőrössy Ferenc (9)  |
|                      |                        | Kulcsár Tamás (14)      | Szabó András (8)      |                     |
|                      |                        | Németh Gábor (14)       |                       |                     |
|                      |                        | Regős László (5)        |                       |                     |
| edző: Vízvári György | Goór István            | Markovits Kálmán        | Bartalis István       | Bozsi Mihály        |

Zárójelben  a játékos bajnokságban játszott mérkőzéseinek száma szerepel.